# Pomacentrus pavo
Pomacentrus pavo là một loài cá biển thuộc chi Pomacentrus trong họ Cá thia. Loài này được mô tả lần đầu tiên vào năm 1787.

## Từ nguyên
Từ định danh pavo trong tiếng Latinh mang nghĩa là "chim công", hàm ý đề cập đến kiểu màu của loài cá này giống với loài công lam Ấn Độ.

## Phạm vi phân bố và môi trường sống
Từ vùng bờ biển Đông Phi, phạm vi của P. pavo trải dài về phía đông đến Tuamotu, băng qua vùng biển các nước Đông Nam Á và các đảo quốc ở châu Đại Dương, giới hạn phía bắc đến vùng biển phía nam Nhật Bản, phía nam đến Úc và đảo Lord Howe ngoài khơi.
Tại Việt Nam, loài này được ghi nhận tại Nha Trang, cù lao Câu (Bình Thuận) và quần đảo Trường Sa. P. pavo sống tập trung gần các rạn san hô ngoài biển khơi và trong đầm phá, nơi có nền đáy cát và đá vụn ở độ sâu đến 18 m.

## Mô tả
Chiều dài lớn nhất được ghi nhận ở P. pavo là 9 cm. Cơ thể của P. pavo có màu xanh lục lam, với các vệt xanh óng trên đầu. Vảy cá có các vạch màu xanh sẫm. Có đốm đen nổi bật ngay rìa nắp mang. Vây đuôi ở nhiều cá thể có màu vàng nhạt. Các vây có viền xanh ánh kim.
Số gai ở vây lưng: 13; Số tia vây ở vây lưng: 13–14; Số gai ở vây hậu môn: 2; Số tia vây ở vây hậu môn: 12–14; Số gai ở vây bụng: 1; Số tia vây ở vây bụng: 5.

## Sinh thái học
Thức ăn của P. pavo bao gồm tảo và các loài động vật phù du. Chúng thường hợp thành những nhóm nhỏ. Cá đực có tập tính bảo vệ và chăm sóc trứng.